# گورستان قلعه محمد قلی
قبرستان قلعه محمد قلی مربوط به سده‌های متاخر دوران‌های تاریخی پس از اسلام است و در شهرستان خمین، بخش کمره، دهستان چهار چشمه، روستای قلعه محمد قلی واقع شده و این اثر در تاریخ ۲۶ اسفند ۱۳۸۶ با شمارهٔ ثبت ۲۲۰۷۹ به‌عنوان یکی از آثار ملی ایران به ثبت رسیده‌است.